# Thomas Cook
Thomas Cook (Melbourne, nel Derbyshire, 22 novembre 1808 – Leicester, 18 luglio 1892) è stato un pastore protestante e imprenditore britannico.
Fondatore della prima agenzia di viaggio, la Thomas Cook and Son (divenuta poi Thomas Cook Group), è considerato l'inventore del turismo moderno.

## Biografia

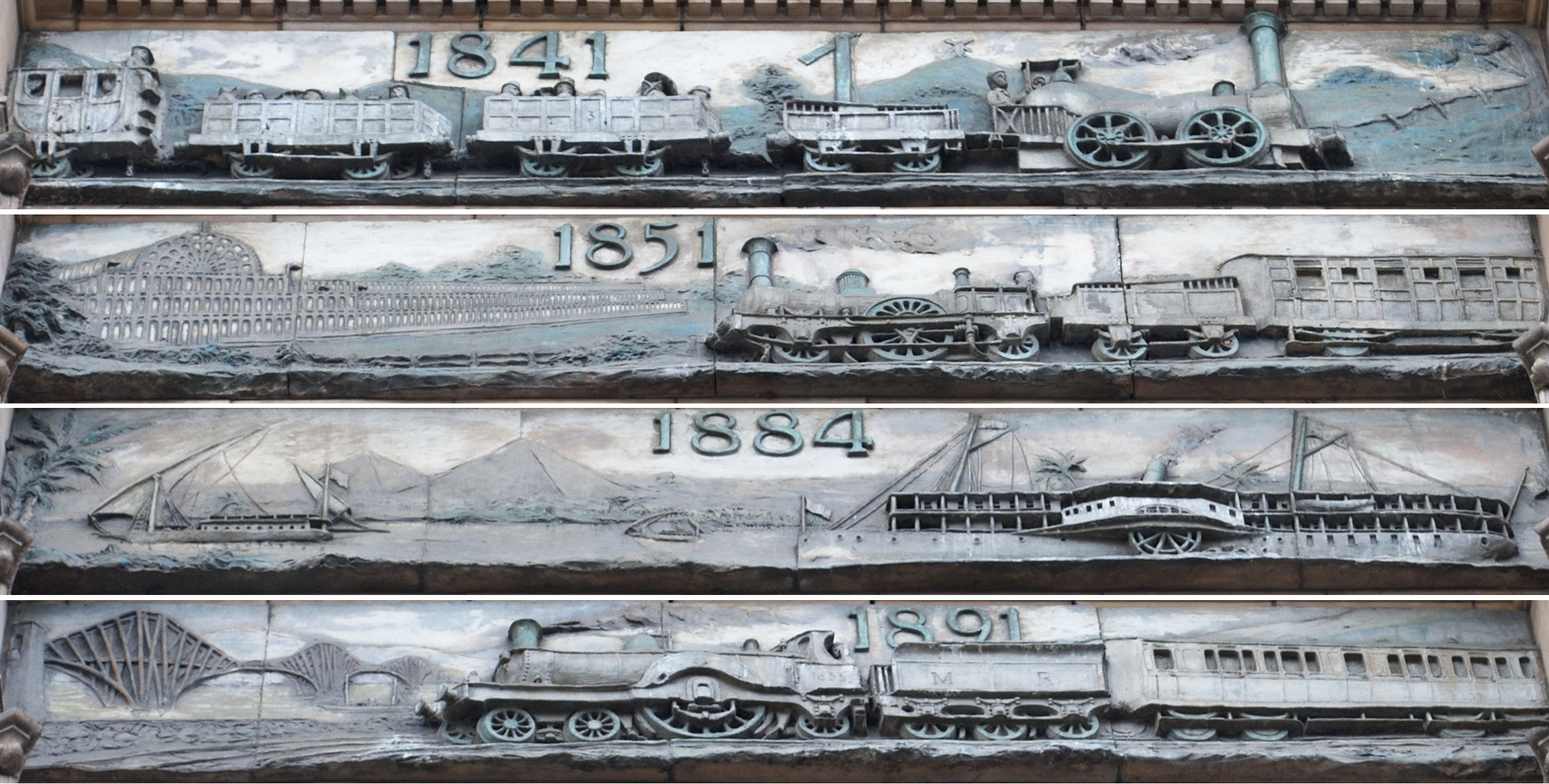
Pannelli dall'edificio Thomas Cook, a Leicester, con le escursioni offerte

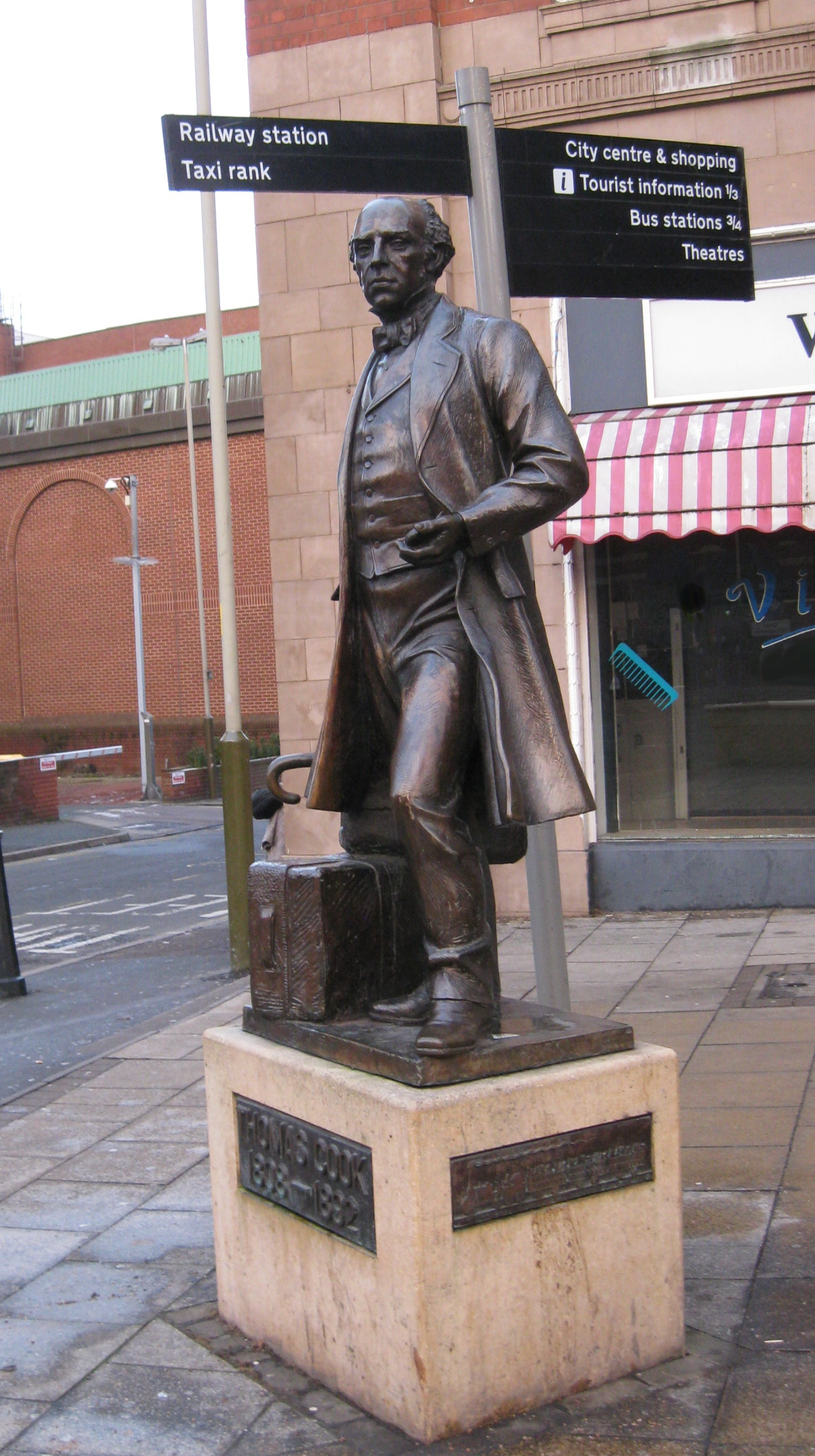
Statua vicino alla Leicester railway station

Thomas Cook nacque da John ed Elizabeth Cook, che vivevano al 9 di Quick Close nel villaggio di  Melbourne, Derbyshire.  All'età di 10 anni Cook iniziò a lavorare come assistente di un giardiniere del mercato locale, per un salario di sei penny a settimana. All'età di 14 anni iniziò un apprendistato con suo zio John Pegg e trascorse cinque anni come ebanista.  Cook fu educato rigidamente nella Chiesa battista.
Nel febbraio 1826 divenne un missionario battista e visitò la regione come evangelista del villaggio, distribuendo opuscoli e occasionalmente lavorando come ebanista per guadagnare denaro. Nel 1832 Cook si trasferì in Adam and Eve Street a Market Harborough. Influenzato dal ministro battista locale Francis Beardsall, nel 1833 prese l'impegno di non bere alcolici. Come parte del movimento della temperanza, organizzò riunioni e cortei contro l'alcool.  Il 2 marzo 1833, Cook sposò Marianne Mason (1807-1884) a Barrowden, nel Rutland. Suo figlio, John Mason Cook, nacque il 13 gennaio 1834. 

### Prime escursioni di Cook
L'idea di offrire escursioni alla classe operaia venne a Cook mentre "camminava da Market Harborough a Leicester per partecipare a una riunione della Temperance Society".  Con l'apertura dell'estesa Midland Counties Railway, pianificò di portare un gruppo di attivisti del movimento di temperanza dalla stazione di Leicester a una manifestazione di astemi a Loughborough, a undici miglia di distanza. Il 5 luglio 1841 Thomas Cook accompagnò circa 500 persone, che pagarono uno scellino ciascuna per il viaggio di ritorno in treno, durante la sua prima escursione. Durante le tre estati seguenti progettò e condusse uscite per le società locali di temperanza e i bambini delle scuole domenicali.
Il 4 agosto 1845 organizzò un viaggio da Leicester a Liverpool. Nel 1846 portò 350 persone da Leicester in un tour della Scozia. Nel 1851 organizzò il viaggio di 150.000 persone per recarsi alla Grande Esposizione di Londra. Quattro anni dopo pianificò la sua prima escursione all'estero, quando formò due gruppi per un "grande tour" di Belgio, Germania e Francia, terminando a Parigi per l'Esposizione universale. Durante gli anni '60 del XIX secolo organizzò viaggi anche in Svizzera, Italia, Egitto e Stati Uniti.

### Morte

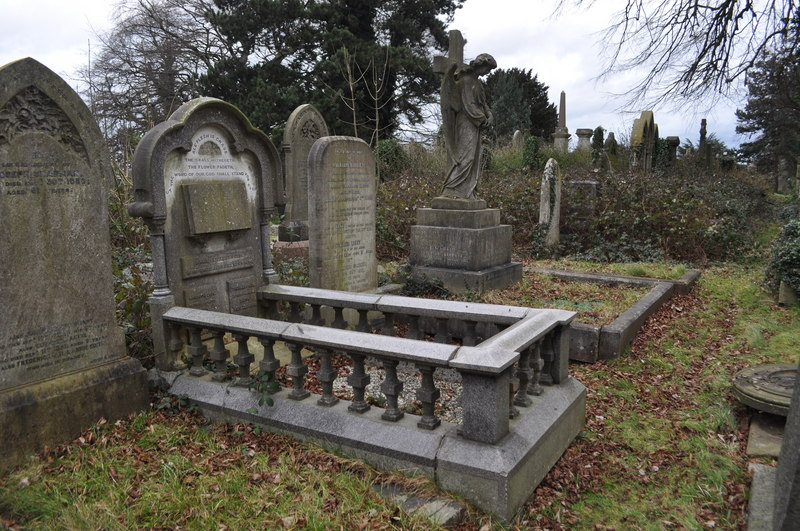
La tomba di Cook nel Welford Road Cemetery a Leicester

Thomas Cook morì nel sobborgo di Knighton, oggi parte della città di Leicester, il 18 luglio 1892, dopo essere stato afflitto da cecità negli ultimi anni della sua vita. Fu sepolto con sua moglie e sua figlia nell'Welford Road Cemetery, Leicester. La statua di Thomas Cook fuori dalla stazione ferroviaria di Leicester, in London Road a Leicester, è stata inaugurata il 14 gennaio 1994 dal suo pronipote Thomas Cook, ed è stata realizzata da James Walter Butler.